# Cambon e Salvèrgas
Cambon e Salvèrgas (en francès Cambon-et-Salvergues) és un poble occità del Llenguadoc, situat a la part septentrional del departament de l'Erau a la regió Occitània.